# Weymouth
Weymouth (/ˈweɪməθ/) es una ciudad —en inglés: town— localizada al sur del condado de Dorset en Inglaterra, sobre una bahía resguardada en la desembocadura del río Wey, en el canal de la Mancha. Se encuentra 13 km al sur de Dorchester, la capital del condado, o county town, y 8 km al norte de la isla de Pórtland.
Un puente en la ruta A354 conecta a Weymouth con Pórtland, junto con la cual forma el burgo de Weymouth y Pórtland. La historia del lugar se remonta al siglo XII y denota un rol de importancia en la expansión de la peste negra, la colonización de América, la Época georgiana y la Segunda Guerra Mundial.
A pesar de que la pesca y el comercio han ido perdiendo su preponderancia como fuentes de empleo desde su momento de esplendor en siglos pasados, el turismo mantiene su fuerte presencia desde el siglo XVIII. La ciudad continúa siendo un popular destino turístico y en la actualidad la economía local depende del puerto y de las playas en la bahía de Weymouth. Constituye además un punto de acceso a la Costa Jurásica, emplazada sobre la línea costera de Dorset y del este de Devon y declarada Patrimonio de la Humanidad debido a sus particulares geología y accidentes geográficos. El puerto de Weymouth es el punto de partida de transbordadores que cruzan el canal y amarradero de botes y yates privados. En el cercano Puerto de Pórtland, se ubica la Academia Nacional de Navegación de Weymouth y Pórtland, encargada de los eventos pertinentes a dicha disciplina en los Juegos Olímpicos de Londres 2012.

## Historia

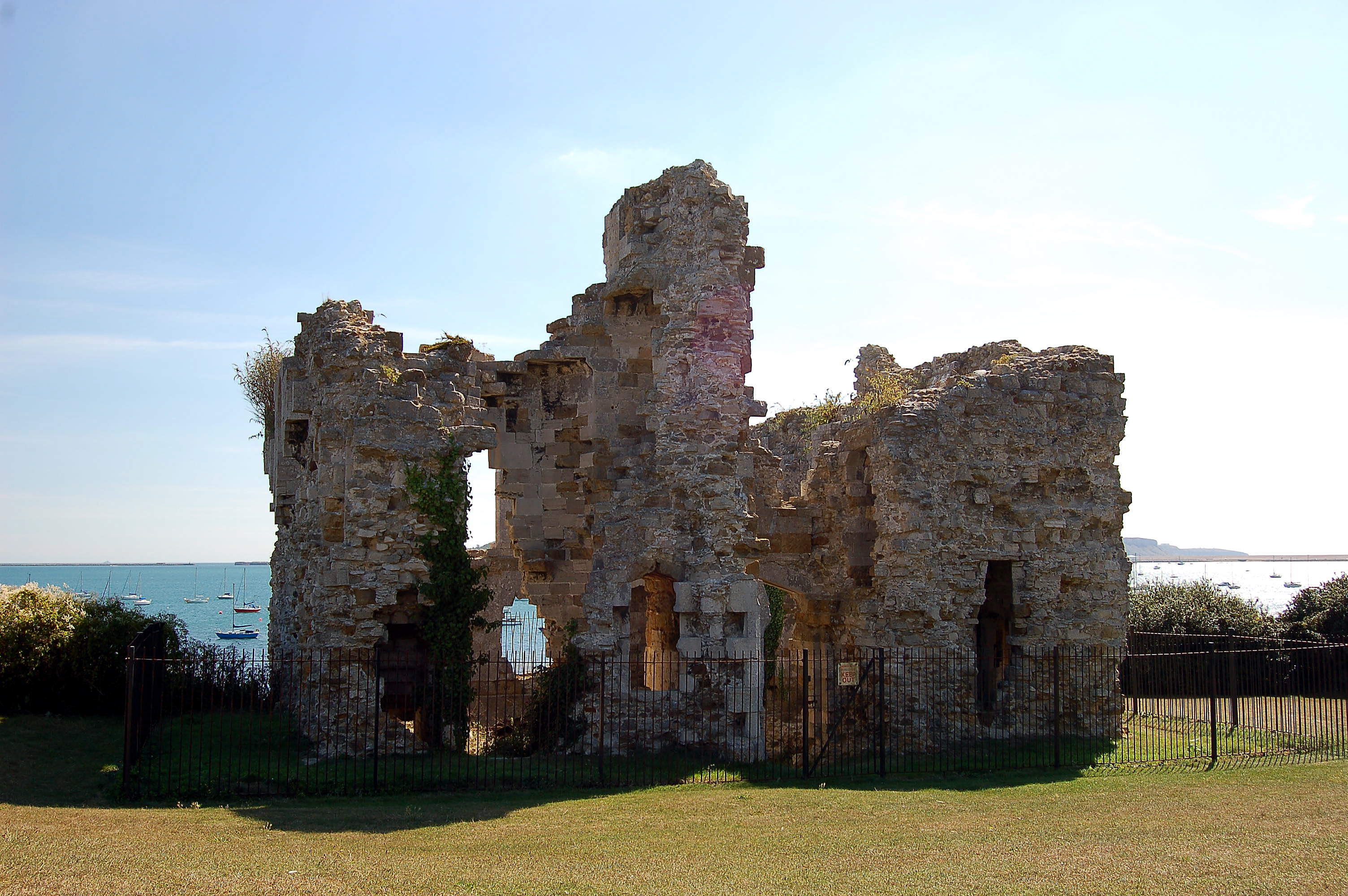
Ruinas del Castillo Sandsfoot, del.

Weymouth se originó como un asentamiento sobre un espacio reducido al sur y al oeste del puerto que lleva su nombre, una región periférica de Wyke Regis. El pueblo se desarrolló a partir del siglo XII, pero no fue significante hasta el siglo XIII. Para 1252 ya se había establecido como puerto marítimo y se convirtió en un borough. Melcombe Regis evolucionó separadamente sobre una península al norte del puerto; en 1310 se hizo referencia a esta localidad como un puerto autorizado para el comercio de lana.
Se cree que Melcombe Regis fue el primer puerto en Inglaterra al que llegó la peste negra, a bordo de un barco de especias en junio de 1348. En su historia temprana, Weymouth y Melcombe Regis eran rivales en el comercio y la industria, pero se fusionaron en 1571 bajo un acta del Parlamento para así formar un borough doble. Pronto ambas localidades comenzaron a ser indistintamente designadas bajo el nombre de “Weymouth”, a pesar de que Melcombe Regis fuera el principal centro urbano. Los poblados de Upwey, Broadwey, Preston, Wyke Regis, Chickerell, Southill, Radipole y Littlemoor quedaron dentro de los límites del borough.
Durante la Guerra Civil Inglesa, alrededor de 250 personas murieron en la conspiración Crabchurch en febrero de 1645. En 1635 alrededor de cien emigrantes del pueblo se embarcaron en el Charity para cruzar el océano Atlántico y asentarse en Weymouth (Massachusetts). Otros emigraron a América para reforzar la población de Weymouth (Nueva Escocia) y de Salem (Massachusetts), la cual habría de convertirse en impopular debido a los famosos Juicios de Salem relacionados con la brujería.

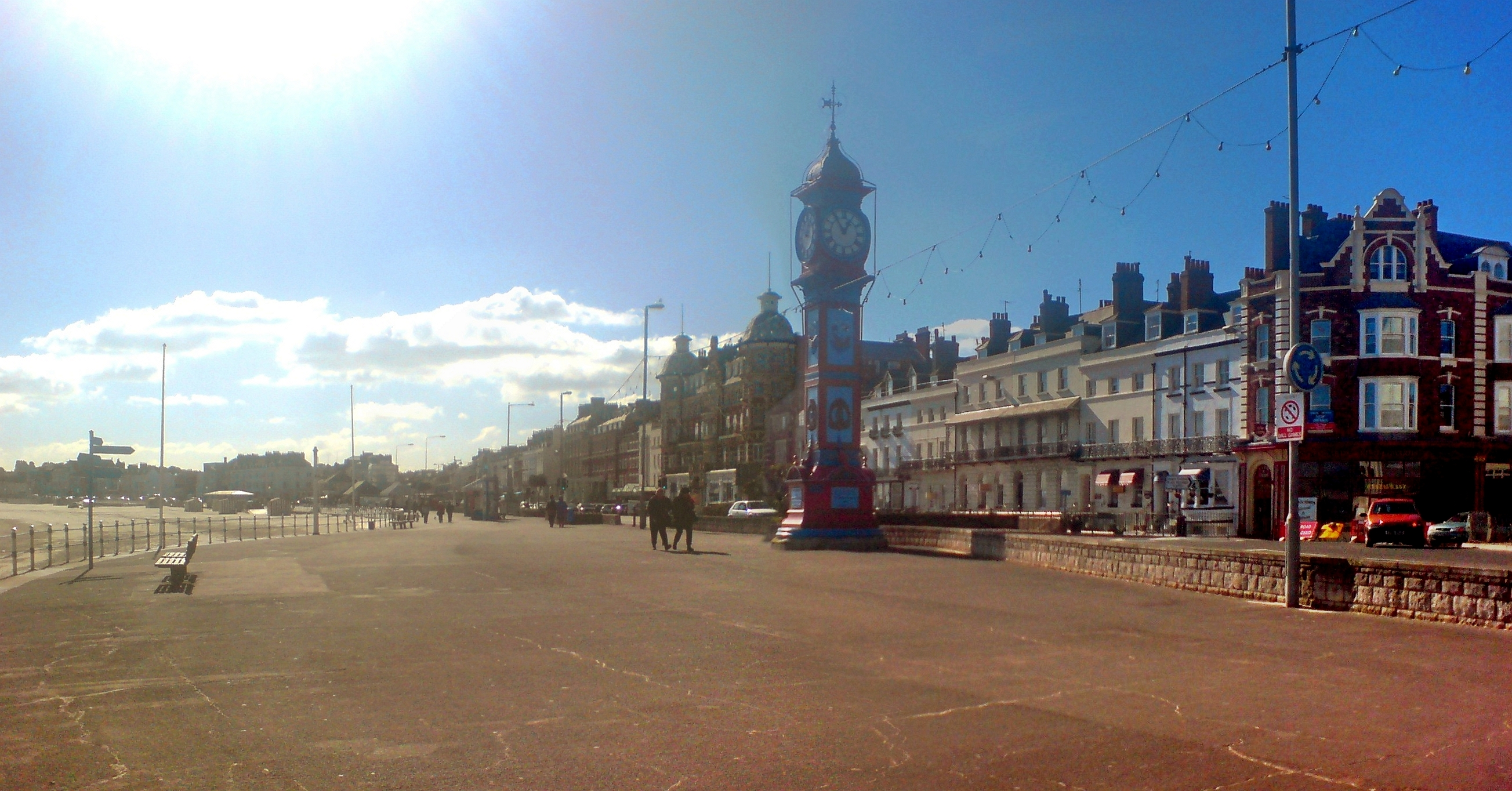
The Esplanade, en Melcombe Regis, mostrando ejemplos de arquitectura georgiana y el Jubilee Clock de la reina Victoria.

El destacado arquitecto sir Christopher Wren se convirtió en miembro del Parlamento (MP) por Weymouth en 1702 y estuvo a cargo del control de las canteras de Pórtland desde 1675 hasta 1717. Reconstruyó partes de la catedral de San Pablo y del palacio de Buckingham destruidas en el Gran Incendio de Londres de 1666 utilizando la piedra de Pórtland, la conocida roca caliza extraída de la isla homónima. Sir James Thornhill, nacido en Melcombe Regis el 25 de julio de 1675 o 1676, comenzó a ocupar el cargo de MP por Weymouth en 1722. Thornhill se convirtió en un afamado artista y coincidentemente fue quien decoró el interior de la Catedral de San Pablo.
Weymouth comenzó a destacarse desde un punto de vista turístico desde que el rey Jorge III pasó sus vacaciones de verano allí en catorce oportunidades entre 1789 y 1805. En su honor fue erigida una estatua de sí frente al mar y se talló en tiza de Osmington una figura del monarca montando un caballo blanco. El caballo se encuentra en dirección opuesta a la ciudad, como si se estuviera alejando de ella, hecho que, según afirma el mito, ofendió al rey, quien pensó no era bien recibido por los habitantes, y produjo posteriormente el suicidio del diseñador.

La bahía de Weymouth, óleo del pintor romántico John Constable.

Frente a la línea costera, en una zona llamada The Esplanade, se ordena una sucesión de terraced houses, que en la actualidad han sido convertidas en departamentos, negocios, hoteles y pensiones. Aquellos edificios fueron construidos entre 1770 y 1885, durante los períodos georgiano y de la regencia, habiendo sido diseñados por reconocidos arquitectos, tales como James Hamilton, y generalmente encargados por empresarios adinerados, incluyendo a los que estuvieron involucrados en el crecimiento de la ciudad de Bath. Las terraced houses forman un largo y continuo arco enfrentado a la bahía de Weymouth a lo largo de The Esplanade, en donde además se encuentra el Reloj del Aniversario o Jubilee Clock, erigido en 1887 para conmemorar el jubileo de oro del reinado de Victoria. Los monumentos en honor a la reina Victoria, al rey Jorge III y a Sir Henry Edwards, Miembro del Parlamento por el borough desde 1867 hasta 1885, y otros dos en memoria de la guerra se hallan en The Esplanade.
En el centro de la ciudad se sitúa el puerto de Weymouth. A pesar de haber sido la razón de la fundación del pueblo, efectivamente separa las áreas de Melcombe Regis (el principal centro urbano) y de Weymouth (en la zona meridional del puerto). Desde el siglo XVIII, esta barrera ha sido anulada como tal por medio de la construcción de sucesivos puentes que atraviesan la parte más estrecha del mismo. El puente actual, Town Bridge, construido en 1930, es un puente levadizo que permite el acceso de los botes al Puerto Deportivo de Weymouth.
Weymouth y Pórtland fueron blanco de los bombardeos alemanes durante la Segunda Guerra Mundial debido a su importancia militar; en el Puerto de Pórtland existía una gran base naval y el Fuerte Nothe estaba ubicado en Weymouth. 517 816 soldados se embarcaron desde el borough para luchar en la batalla de Normandía y la bomba de rebote fue probada en la laguna Fleet al oeste de la localidad. La historia local está documentada en el Museo Timewalk, en Brewers Quay. La antigua fábrica de cerveza constituye en la actualidad una atracción turística en la orilla meridional del puerto de Weymouth.

## Política y gobierno

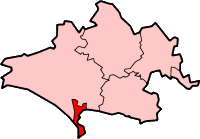
Weymouth y Pórtland en Dorset.

El distrito de Weymouth y Pórtland se formó el 1 de abril de 1974 bajo la Ley de Gobierno Local de 1972 al fusionarse el borough de Weymouth y Melcombe Regis y el distrito urbano de Pórtland. El actual distrito se divide en 15 wards para las elecciones, doce de los cuales cubren la superficie de Weymouth. Las elecciones tienen lugar cada cuatro años. La actual alcaldesa de Weymouth y Pórtland —año 2010— es Anne Kenwood (Partido Laborista), siendo Paul Kimber (Partido Laborista) el vicealcalde.
Weymouth, Pórtland y el distrito de Purbeck se encuentran dentro del distrito electoral parlamentario de South Dorset, creado en 1885. El mismo elige un miembro del Parlamento, cargo ocupado en la actualidad por Jim Knight (Partido Laborista), quien es además ministro de Estado de Escuelas. South Dorset, el resto del Sudoeste de Inglaterra y Gibraltar conforman el distrito electoral del Sudoeste de Inglaterra del Parlamento Europeo.
En las elecciones de 2001, Jim Knight se aseguró el asiento en el Parlamento en representación de South Dorset con un escaso margen de apenas 153 votos sobre el segundo candidato, convirtiéndolo en el MP que había ganado con la menor ventaja en las elecciones de ese año. Knight esperaba tener otras elecciones difíciles en 2005; no obstante, esta vez ganó por un margen de 1812 votos, hecho que seguramente estuvo vinculado con la campaña anticonservadora llevada a cabo por el cantante Billy Bragg y que contrastó con lo sucedido en otras áreas en las que el Partido Laborista sufrió un declive en su popularidad.
Weymouth y Pórtland es ciudad hermana de la localidad alemana de Holzwickede, en Renania del Norte-Westfalia, desde 1986 y de la localidad francesa de Louviers, en el departamento de Eure (Alta Normandía), desde 1959.

## Geografía

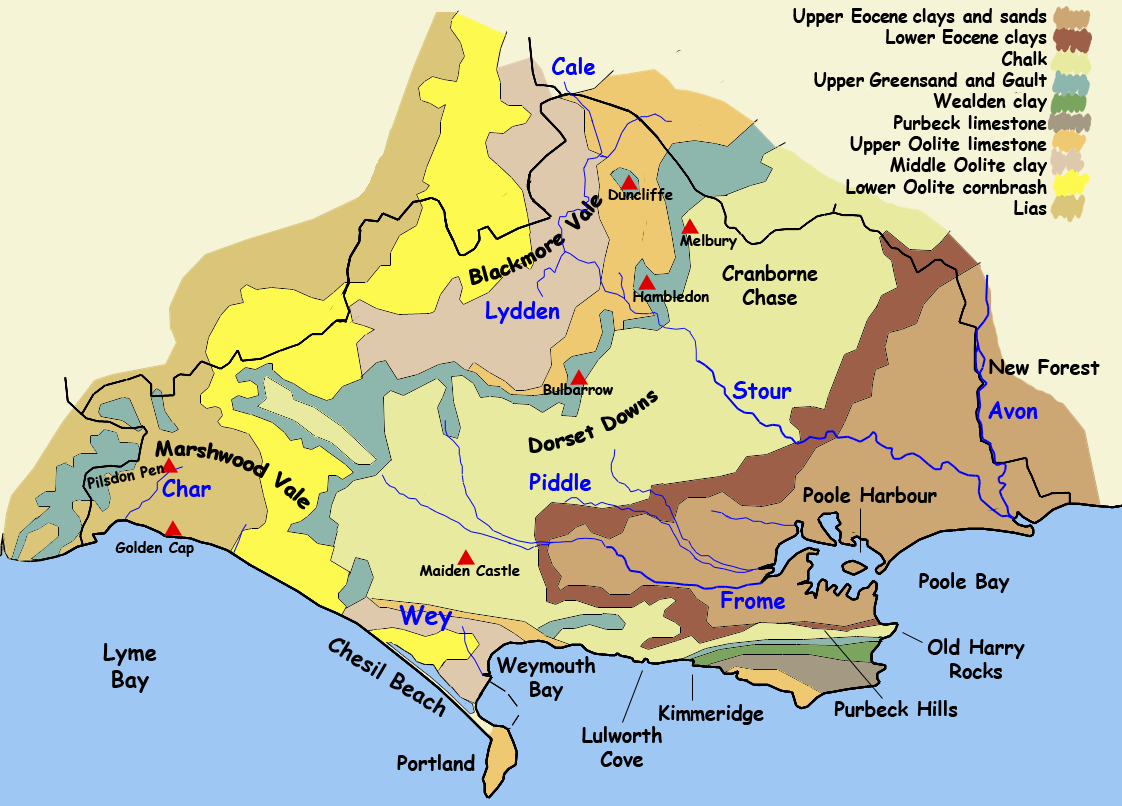
Mapa geológico de Dorset.

Weymouth se halla emplazado en la orilla occidental de la bahía de Weymouth, en la costa meridional de Inglaterra, 195 km al oeste-suroeste de Londres. El terreno sobre el que se yergue la localidad es un suelo débil de arena y roca de arcilla, habiendo sido este erosionado en la mayor parte de la costa de Dorset, excepto en estrechas franjas en Lulworth Cove, Swanage y Durdle Door. Las débiles piedras de Weymouth son protegidas por Chesil Beach y por la isla de Pórtland, compuesta de fuerte roca caliza y ubicada 3 km al sur de la costa y 8 km al sur del centro de la ciudad. La isla afecta las mareas de la zona y produce dos bajadas en la bahía de Weymouth y en el Puerto de Pórtland.
Existen dos lagos en el borough, ambos reservas naturales de la Real Sociedad para la Protección de las Aves (RSPB): el lago Radipole, ubicado en el centro de la ciudad, y Lodmoor, entre el centro y Preston. El lago Radipole, la más grande entre las dos reservas, y la desembocadura del río Wey antes de fundirse con el puerto de Weymouth, son un hábitat importante para los peces, las aves migratorias y más de 200 especies de plantas. Radipole constituye una importante atracción turística, y tanto este como Chesil Beach se sitúan muy cerca del centro. En total, hay 48 reservas naturales de diferentes tipos en el borough, incluyendo once Sitios de Especial Interés Científico, los cuales cubren un área de 8 km².

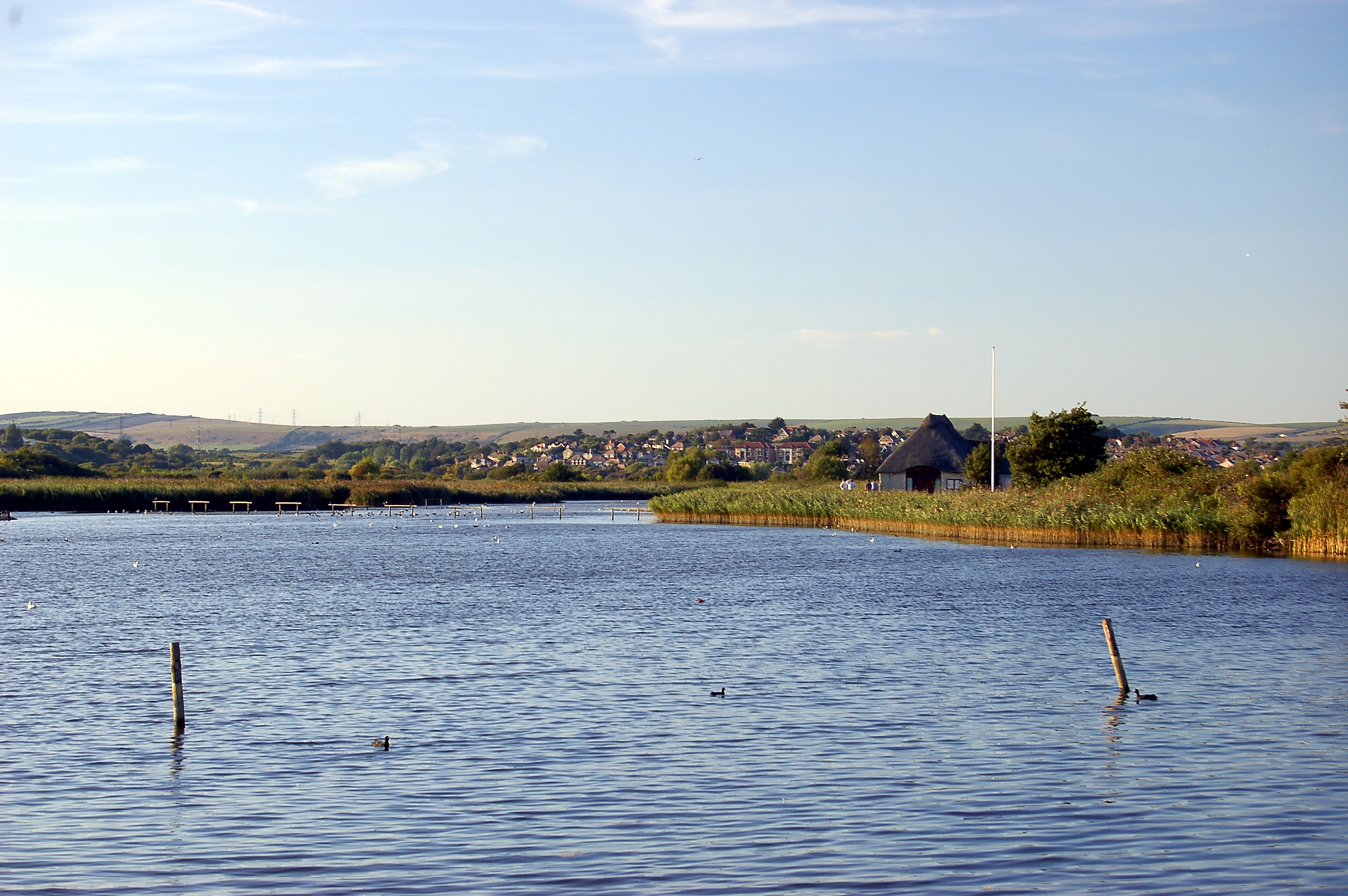
El lago Radipole es una reserva natural ubicada cerca del centro de la ciudad.

Weymouth es el asentamiento urbano más grande del Dorset no metropolitano, incluso mayor que Dorchester, la capital del condado, ubicada más al norte. Esto produjo que se convirtiera en un centro de actividades diversas para las poblaciones aledañas. Una empinada formación de tiza llamada South Dorset Downs separa a ambas localidades; allí la agricultura no es tan practicada como en el centro y el norte de Dorset, pero aun así hay granjas de producción de leche y con tierras arables. Existen numerosos pueblos en el área, incluyendo Wyke Regis, Chickerell y Osmington.
La arena y la arcilla sobre la que Weymouth descansa se encuentran a una baja altitud: grandes zonas yacen bajo el nivel del mar, lo que produce que el este de la ciudad se inunde en tormentas de presión extremadamente baja. En las décadas de 1980 y 1990 se edificó un muro alrededor del puerto de Weymouth y a lo largo del camino costero de Preston para solucionar el problema; una pared de escombros erigida en Greenhill y demás obras de protección de márgenes que llegaban a Preston han creado una amplia playa, asegurando que los terrenos bajos de alrededor de Lodmoor no se inunden. Las obras en Preston, la terminal de transbordadores y el ensanchamiento de the Esplanade han cambiado el régimen de sedimentos en la bahía de Weymouth para obtener playas más estrechas en Greenhill y más anchas en Weymouth. Un estudio llevado a cabo como parte de los proyectos de restauración del complejo del teatro Weymouth Pavilion demostró que la construcción del nuevo puerto deportivo contribuiría levemente a acentuar el mencionado fenómeno; sin embargo, las arenas dragadas durante la edificación del mismo podrían ser usadas para hacer las playas unos 40 metros más amplias.

### Clima
Debido a su localización en el suroeste de Inglaterra, Weymouth presenta un clima templado (Clasificación climática de Köppen: Cfb) con una pequeña variación en las temperaturas diarias y anuales. La temperatura media promedio desde 1971 al 2000 fue de entre 10,2 y 12 °C. El mes más cálido es agosto con una amplitud térmica de entre 13,3 y 20,4 °C, y el más frío, febrero, con una amplitud de entre 3,1 y 8,3 °C. Las temperaturas máximas y mínimas de todo el año son superiores a las del promedio de Inglaterra. La temperatura media de la superficie del mar oscila entre los 7 °C en febrero y los 17,2 °C en agosto.
| Promedios climatológicos de Weymouth y Pórtland             | Promedios climatológicos de Weymouth y Pórtland | Promedios climatológicos de Weymouth y Pórtland | Promedios climatológicos de Weymouth y Pórtland | Promedios climatológicos de Weymouth y Pórtland | Promedios climatológicos de Weymouth y Pórtland | Promedios climatológicos de Weymouth y Pórtland | Promedios climatológicos de Weymouth y Pórtland | Promedios climatológicos de Weymouth y Pórtland | Promedios climatológicos de Weymouth y Pórtland | Promedios climatológicos de Weymouth y Pórtland | Promedios climatológicos de Weymouth y Pórtland | Promedios climatológicos de Weymouth y Pórtland | Promedios climatológicos de Weymouth y Pórtland | Promedios climatológicos de Weymouth y Pórtland |
| Mes                                                         | Ene                                             | Feb                                             | Mar                                             | Abr                                             | May                                             | Jun                                             | Jul                                             | Ago                                             | Sep                                             | Oct                                             | Nov                                             | Dic                                             | Año                                             |                                                 |
| ----------------------------------------------------------- | ----------------------------------------------- | ----------------------------------------------- | ----------------------------------------------- | ----------------------------------------------- | ----------------------------------------------- | ----------------------------------------------- | ----------------------------------------------- | ----------------------------------------------- | ----------------------------------------------- | ----------------------------------------------- | ----------------------------------------------- | ----------------------------------------------- | ----------------------------------------------- | ----------------------------------------------- |
| Temperatura máxima promedio (°C)                            | 8,6                                             | 8,4                                             | 10,2                                            | 12,3                                            | 15,3                                            | 17,7                                            | 19,7                                            | 20,1                                            | 18,4                                            | 15,2                                            | 11,8                                            | 9,2                                             | 13,9                                            |                                                 |
| Temperatura promedio (°C)                                   | 6,4                                             | 6,1                                             | 7,6                                             | 9,3                                             | 12,2                                            | 14,7                                            | 16,8                                            | 17,1                                            | 15,5                                            | 12,7                                            | 9,5                                             | 6,9                                             | 11,2                                            |                                                 |
| Temperatura mínima promedio (°C)                            | 4,1                                             | 3,7                                             | 4,9                                             | 6,2                                             | 9,1                                             | 11,7                                            | 13,9                                            | 14,1                                            | 12,5                                            | 10,2                                            | 7,2                                             | 4,6                                             | 8,5                                             |                                                 |
| Horas de sol promedio                                       | 66,8                                            | 91,1                                            | 133,6                                           | 200,3                                           | 228,5                                           | 229,1                                           | 243,6                                           | 227,7                                           | 175,5                                           | 126,3                                           | 84,3                                            | 62,9                                            | 1869,8                                          |                                                 |
| Precipitaciones promedio (mm)                               | 78,5                                            | 58,3                                            | 58,0                                            | 49,4                                            | 44,7                                            | 40,2                                            | 35,9                                            | 50,0                                            | 55,8                                            | 85,3                                            | 88,7                                            | 85,5                                            | 730,3                                           |                                                 |
| Información obtenida entre: Met Office (Promedio 1981–2010) |                                                 |                                                 |                                                 |                                                 |                                                 |                                                 |                                                 |                                                 |                                                 |                                                 |                                                 |                                                 |                                                 |                                                 |

El borough de Weymouth y Pórtland, junto con el resto de la costa sur, tiene a menudo el clima más soleado del Reino Unido. Weymouth y Pórtland tuvo un promedio de 1768,4 horas de sol anuales entre 1971 y el 2000, que es apenas por encima del 40 % del máximo de horas de sol posibles y 32 % por encima del promedio del Reino Unido de 1339,7 horas. En cuatro de los últimos nueve años, hubo más de 2000 horas de sol. Diciembre es el mes más nublado, con un promedio de 55,7 horas de sol, y julio, el más soleado, con un promedio de 235,1 horas; los totales de horas de sol de todos los meses se encuentran bastante por encima del promedio del Reino Unido. El mes más lluvioso es diciembre, con un promedio de 90,9 mm de lluvia, y el más seco, julio, con un promedio de 35,6 mm. En todo el país, este mínimo de lluvia en verano sólo se da en la costa sur de Inglaterra. El promedio anual de lluvia de 751,7 mm se halla bastante por debajo del promedio nacional con 1125,0 mm, y los totales mensuales de lluvia a lo largo del año también son inferiores a los del promedio del Reino Unido.

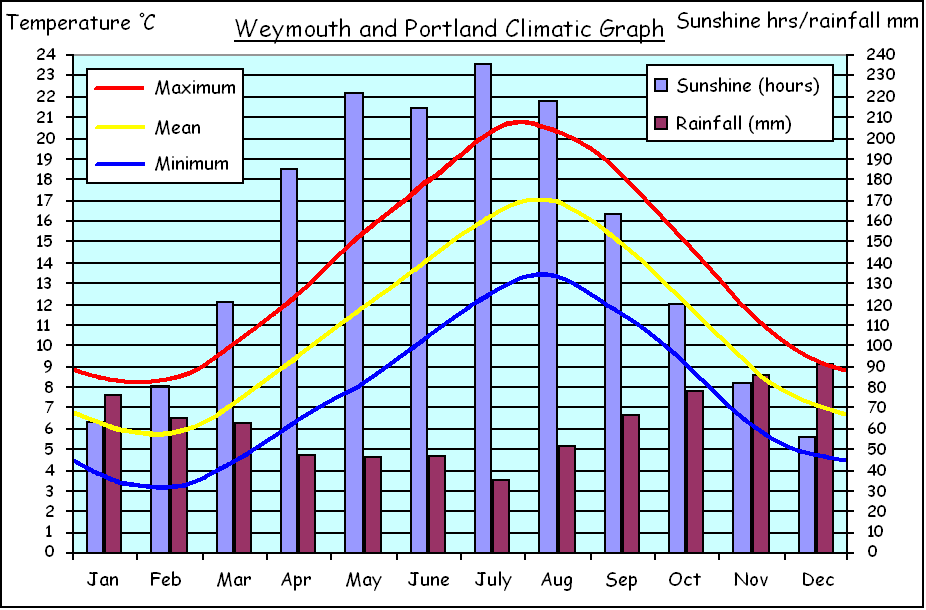
Gráfico climático de Weymouth y Pórtland.

La baja altitud de la zona y el efecto templador de los lagos y de los mares suaves de alrededor mantienen las temperaturas nocturnas por encima del punto de congelación, haciendo de la escarcha algo muy poco frecuente: en promedio hay escarcha sólo ocho veces por año, frente al ampliamente superior promedio anual del Reino Unido de 55,6 días con escarcha. Los días con nieve son igualmente inusuales: en promedio, de cero a seis días por año; casi todos los inviernos tienen un día o menos con caída de nieve. Si bien se registran ocasionales caídas de nieve o aguanieve (un par de veces en invierno cada año), es muy inusual que lleguen a acumularse sobre el suelo, debido a que las áreas bajas costeras del suroeste experimentan los inviernos menos crudos del Reino Unido. La temporada de cultivos en Weymouth y Pórtland dura de nueve a doce meses por año.

## Demografía
| Gráfica de evolución de Weymouth entre 1971 y 2001 |
|                                                    |

| Religión      | %     |
| ------------- | ----- |
| Budistas      | 0,21  |
| Cristianos    | 74,67 |
| Hindúes       | 0,03  |
| Judíos        | 0,12  |
| Musulmanes    | 0,30  |
| Irreligiosos  | 15,89 |
| Otros         | 0,32  |
| Sijs          | 0,03  |
| No declarados | 8,43  |

La población ha estado en constante crecimiento desde la década de 1970, principalmente debido a la inmigración. A mediados de 2006, la población estimada de Weymouth era de 52 150 habitantes, distribuida en un área edificada de 18,5 km², lo que daba una densidad demográfica de aproximadamente 2800 residentes por km². Aquella cifra ascendía los 71 700 pobladores (datos de 2001) si se consideraba la zona de influencia comercial. De los 50 917 habitantes registrados en el censo de 2001, 26 496 eran mujeres (52,0 %) y 24 421, varones (48,0 %), siendo dichos porcentajes semejantes a los del condado (51,7 % y 48,3 %). En el mismo año, había 23 405 hogares en la localidad; junto con las otras 1776 viviendas construidas entre 2002 y 2009, da un total de 25 181 hogares. La gran mayoría de los habitantes son nativos de Inglaterra, y el 98,8 % de los residentes son de raza blanca, apenas por encima del promedio general de Dorset (98,7 %). La religión predominante en Weymouth y Pórtland es el cristianismo (poco menos del 75 % de la población), mientras que casi el 16 % se declara irreligioso.
La proporción de población de entre 60 y 84 años (23,2 %) es mayor a la del promedio de Inglaterra, aunque menor a la de Dorset (26,2 %); la mayor parte de la población tiene una edad de entre 18 y 44 años (32,4 %), cifra que se encuentra por encima del promedio del condado (29,6 %). La población económicamente activa (de 16 a 74 años) es de 23 703 personas (2001), de las cuales el 21,4 % son empleados de medio tiempo, un 57,1 % son empleados de tiempo completo y el 13,8 % trabaja de manera independiente (en comparación al 20,9 %, 55,3 % y 17,6 % en el condado en general). La tasa de desempleo es baja (4,3 %), pero aun así más alta que la de Dorset (3,1 %). En 2001, el 21,5 % de la población manifestó sufrir una enfermedad o discapacidad permanente o prolongada, el 9,9 % declaró que no gozaba de buena salud y el 66,4 % se identificó como saludable, mientras que en el condado esas cifras son del 19,2 %, 8,4 % y 68,1 % respectivamente.
El precio de las propiedades en Weymouth es relativamente alto si se lo compara con el estándar del Reino Unido, pero cerca de lo normal para el sur de Inglaterra. En el período julio-septiembre de 2009, el precio promedio para una detached house —aquella vivienda unifamiliar que no tiene ningún edificio adosado— era de £274 652; las semi-detached houses —las que se encuentran adheridas a otra casa por uno de sus lados— y las terraced houses —aquellas que forman parte de una hilera de casas unidas entre sí— eran más económicas, con un precio promedio de £194 345 y £175 678, respectivamente. Un apartamento costaba alrededor de £146 566. En 2001, el 26,1 % de los hogares no contaba con ningún automóvil; el 46,9% tenía uno; el 22,3 % tenía dos automóviles, y el 4,7 % tenía tres o más.
Según datos de 2008/2009, la tasa delictiva de Weymouth se halla por debajo del promedio nacional y regional: se registraron 7,9 robos por cada mil casas en la localidad; 8,2 en el Sudoeste de Inglaterra, y 12,2 en Inglaterra y Gales. Sin embargo, aquella cifra supera la del condado, con 4,1 robos en casas en Dorset.

## Economía

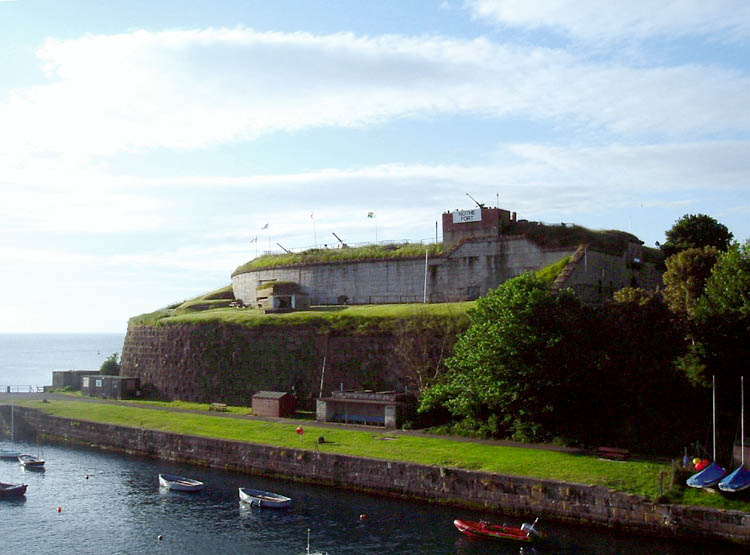
El fuerte Nothe es en la actualidad uno de los museos de la ciudad.

El turismo ha sido la principal industria en Weymouth durante décadas, aunque la cantidad de empleados en el sector se ha reducido levemente desde sus mejores momentos a finales de la década de 1990. Existen alrededor de cien eventos llevados a cabo en el borough a lo largo del año, incluyendo festivales de fuegos artificiales, carreras de barcos-dragones, competencias de vóley playa, balonmano y motocross, y el carnaval anual a mediados de agosto que atrae a 70 000 visitantes cada año. Weymouth es el único puerto en todo el mundo en haber sido el punto de partida de las Tall Ships' Races en tres oportunidades: en 1983, 1987 y 1994; los eventos de ese último año atrajeron a 300.000 espectadores.
Los dos lagos de Weymouth, sus museos, acuario, parque de skate, dos centros comerciales y la costa constituyen las principales atracciones turísticas. Existen sitios para casas rodantes y para acampar en las afueras, hoteles frente al mar y cientos de pensiones cerca del centro de la ciudad. Situado aproximadamente en el medio de la Costa Jurásica, a través de Weymouth se puede ingresar a dicho Patrimonio de la Humanidad; la Costa Jurásica se extiende por 153 km de línea costera en Dorset y el este de Devon y se destaca por su geología y accidentes geográficos. El Sendero de la Costa Sudoeste tiene dos rutas para recorrer Weymouth y Pórtland: una de ellas bordeando la costa y la otra a lo largo de los South Dorset Downs, la cual reduce la longitud del sendero en 31 km. Con sus 1014 km, constituye el sendero para recorrer a pie más largo en el Reino Unido.

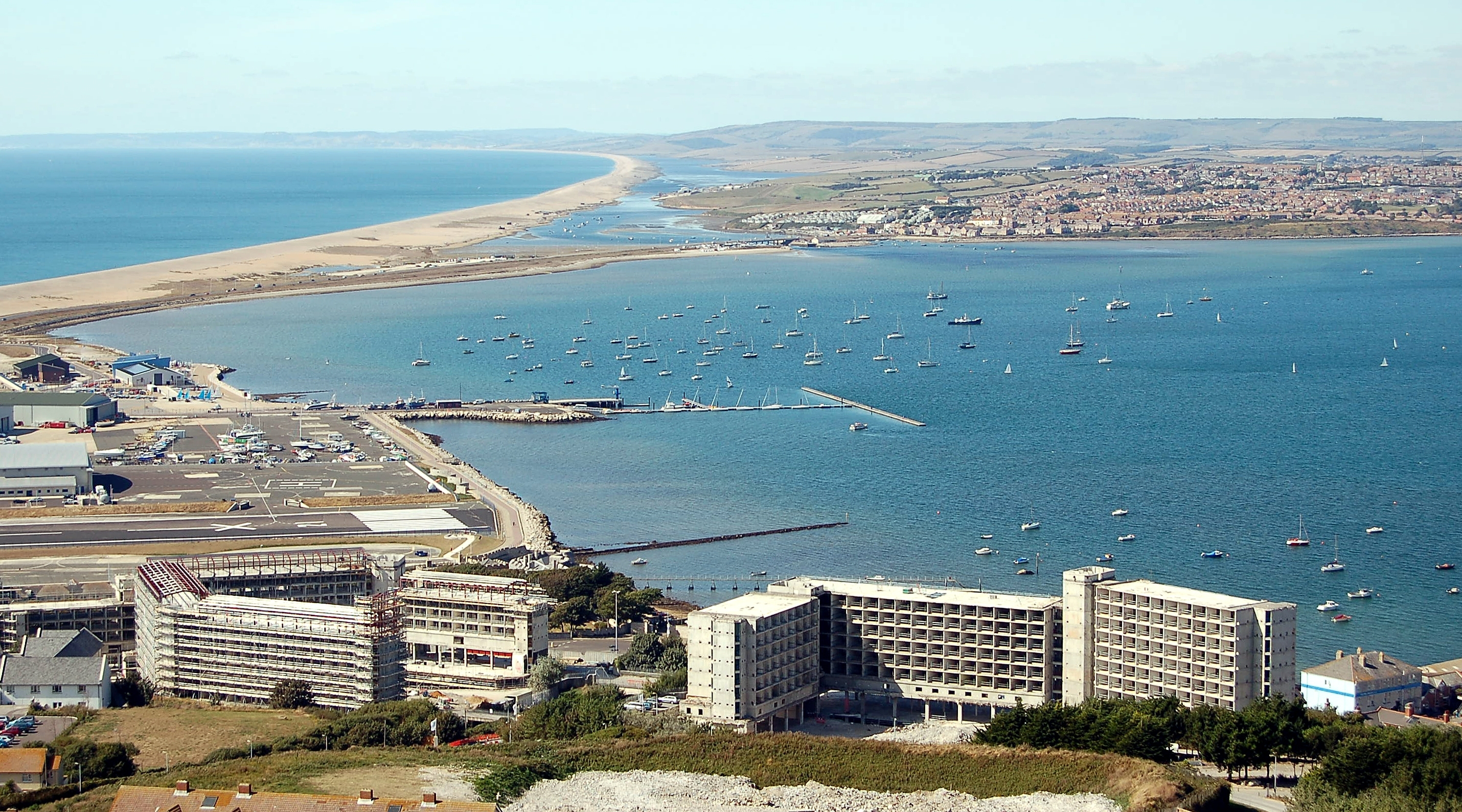
Vista de Weymouth, Wyke Regis y del Puerto de Pórtland desde la Isla de Pórtland.

El teatro Weymouth Pavilion fue construido en 1960 en una península ubicada entre el puerto y The Esplanade, después de que el Ritz se quemara en 1954. El teatro pertenece al Consejo del borough de Weymouth y Pórtland y es administrado por el mismo. En 2006, se anunció que el complejo del Pavilion y cuatro hectáreas de los alrededores se reconstruirían enteramente entre los años 2007 y 2011, a tiempo para los Juegos Olímpicos de Londres 2012. El complejo que se planea construir incluye el teatro renovado, un centro de visitantes de la Costa Jurásica, una estación de transbordadores, un hotel 4 estrellas de entre 120 y 150 camas, un estacionamiento cubierto, una galería comercial, oficinas, departamentos de lujo y otros más económicos, casas, plazas públicas, ramblas y un puerto deportivo.
Como parte de la refacción urbana de Weymouth y Pórtland, se decidió que en 2007 The Esplanade fuera reacondicionada para los Juegos Olímpicos. Las mejoras planeadas para esta parte de la ciudad incluyen una nueva plaza pública con la estatua del rey Jorge III, la restauración y ampliación del Pier Bandstand (cuyo edificio es un ejemplo de art déco), una oficina de turismo con un café, marquesinas de estilo victoriano, kioscos de temporada, un centro de rescates en la playa y un pabellón para las esculturas en arena de Mark Anderson. Se están planeando también otras modificaciones en esa zona, particularmente en áreas clave como el Jubilee Clock y el Pier Bandstand, incluyendo un nuevo proyecto de iluminación y de áreas de descanso con plantas, fuentes y árboles. Se espera que todas las propuestas sean sometidas a la consulta pública antes de que las modificaciones aceptadas por la población comiencen en 2008 para ser concluidas antes de 2012.

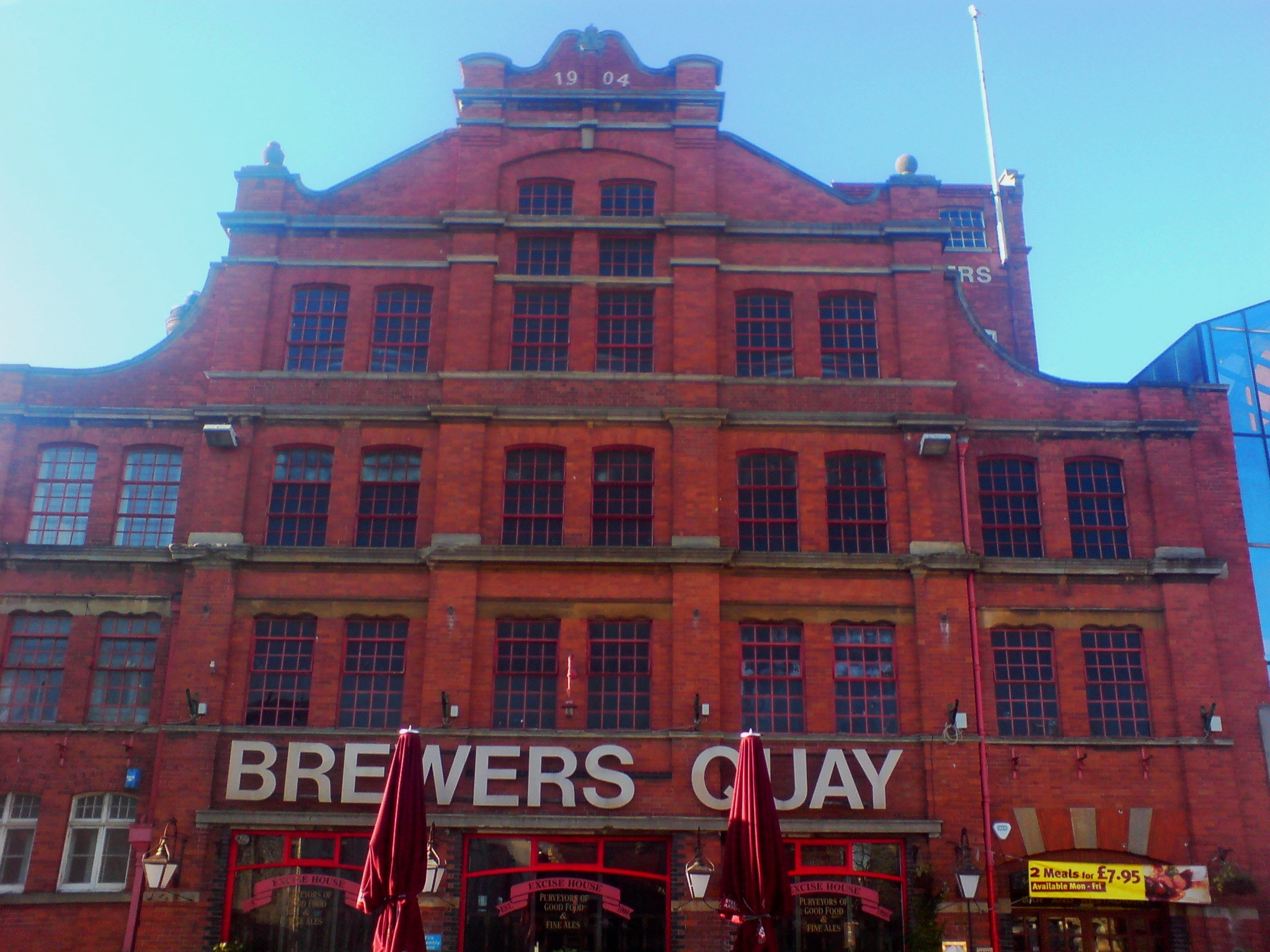
Brewers Quay, museo y centro comercial ubicado junto al puerto.

El puerto de Weymouth, largo y estrecho, está formado por el estuario del río Wey. Era usado como atracadero de una gran flota pesquera, y durante siglos fue importante para el transporte de pasajeros y de cargamentos y para el comercio. Las mercancías más frecuentes en el puerto incluían lana y especias, y en el siglo XX Weymouth fue un gran importador de fertilizantes. El viejo puerto, ubicado cerca del extremo más próximo a mar abierto del puerto actual, aún brinda refugio a una flota pesquera significante y tiene muelles, zonas de descarga y una terminal de transbordadores. La pesca y el comercio son fuentes de empleo menos importantes en la economía local desde que alcanzaron su momento de esplendor en siglos pasados; aun así, el puerto de Weymouth tiene el mayor pesaje anual de pescado en Inglaterra y el tercero en todo el Reino Unido. La parte interior del puerto fue refaccionada en dos fases (entre 1994 y 1996, y en 2002) para incluir un nuevo puerto deportivo con cientos de amarraderos para botes de ocio, cruceros y veleros. Existen también botes que ofrecen paseos a lo largo de la costa Jurásica y a la isla de Pórtland.
El principal centro comercial se encuentra en Melcombe Regis y consiste en dos calles peatonales (St. Thomas's y St. Mary's Street), negocios adicionales a lo largo de The Esplanade y una nueva zona entre St. Thomas’s Street y el puerto construida en la década de 1990. Además, hay negocios en Brewers Quay, también peatonal, que se haya unida al centro de la ciudad a través del puente y de un servicio de transbordadores que atraviesa el puerto. En 2005, había 292 negocios en el centro de la ciudad y 37 500 m² cubiertos; existían unos 0,4 km² de espacio industrial en el área. La compañía de modas New Look tiene su sede principal en Weymouth, y en 2007 se aprobó el proyecto para reacondicionar su complejo, el cual comprende la construcción de un nuevo edificio principal, depósitos para las ventas al por menor y unidades industriales, un hotel, una estación de bomberos y un centro médico.

## Transporte

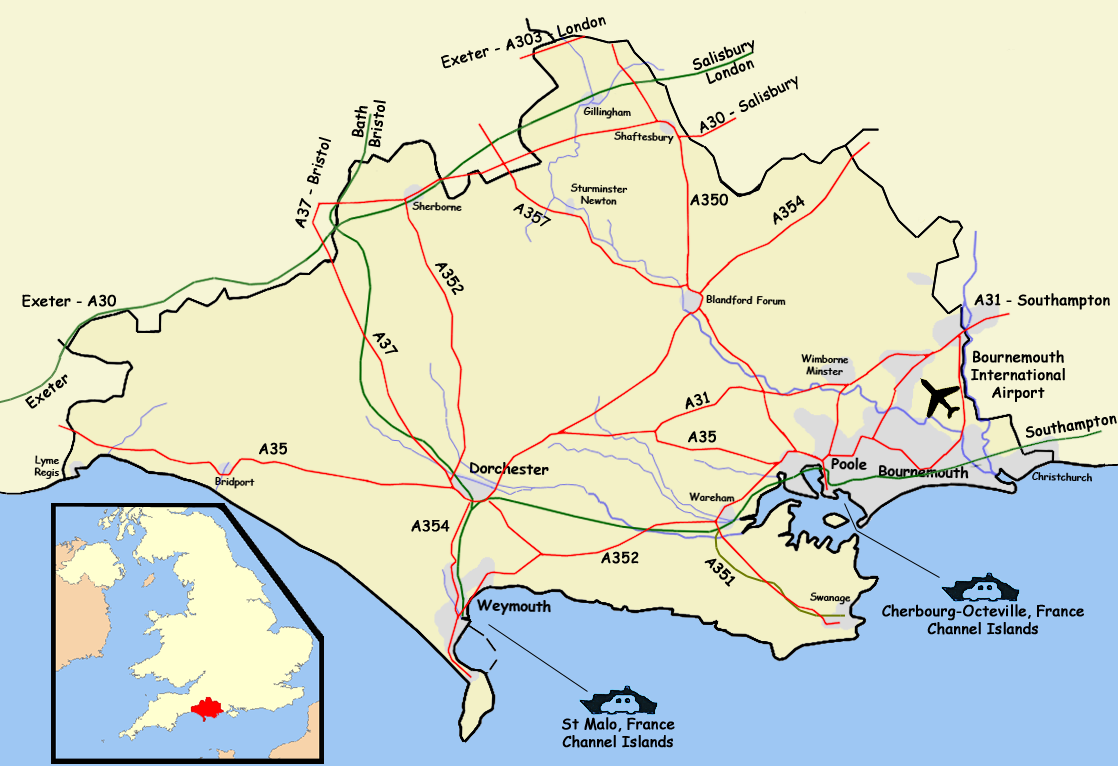
Las rutas A353 y A354, el servicio de transbordadores de Condor Ferries, y las líneas de trenes South Western Main Line y Heart of Wessex Line llevan a Weymouth.

La Estación de Ferrocarril de Weymouth es el final de la South Western Main Line que comienza en la Estación de Waterloo, en Londres, y de la Heart of Wessex Line que empieza en Bristol y pasa por Westbury. El tamaño de aquella primera estación era apropiado como para proveer servicios eficientes a los pasajeros que llegaban y partían en los congestionados sábados de verano; no obstante, cuando los trenes dejaron de ser tan populares ya no se justificó su gran tamaño y terminó siendo demolida en 1986. En su lugar, se construyó una estación más pequeña y el espacio sobrante fue consagrado al desarrollo comercial. Algunas partes de la South Western Main Line ubicadas al oeste de Poole que anteriormente contaban con dos carriles han sido reducidas para pasar a tener sólo uno; como parte de los preparativos de los Juegos Olímpicos, los consejos locales han presionado al Departamento de Transporte a incrementar los servicios a Londres y a Bristol y a introducir nuevos servicios directos a Exeter. Los viajes a la Estación de Waterloo comenzaron a salir cada 30 minutos en diciembre de 2007, pero los servicios a través de Bristol y Cardiff cesaron.
Una característica particular de los trenes en Weymouth fue que hasta 1987 viajaban a través de las calles de la ciudad a lo largo del Weymouth Harbour Tramway hasta la Estación Quay en el extremo oriental del puerto. Debido a un declive en el negocio ferroviario, el transporte de bienes en tranvía cesó en 1972, pero los servicios a pasajeros continuaron hasta 1987, cuando cerró también al público debido a la escasez de usuarios. En la Estación Quay se ubica la terminal de transbordadores Condor Ferries, cuyo principal puerto en el Reino Unido es justamente Weymouth; el HSC Condor Express va desde Weymouth hasta el puerto francés de Saint-Malo y a las islas del Canal de Guernsey y Jersey.

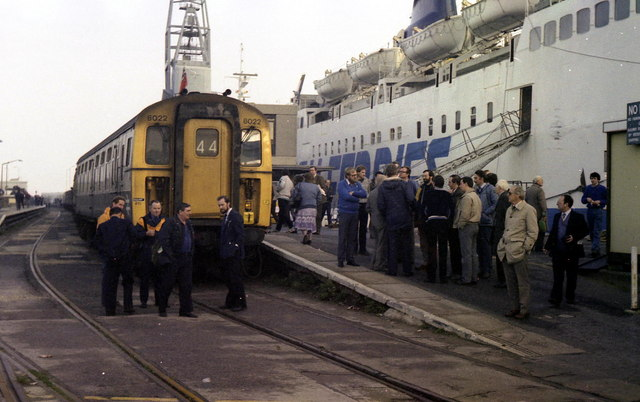
Estación Quay en 1986.

El servicio local de autobuses es proveído por 'FirstGroup, la cual compró la Southern National Company. Hay viajes a Pórtland, Dorchester, Bournemouth, Wool, Beaminster, Axminster, otras localidades y a los Holiday Parks en la ciudad misma. Weymouth se comunica con las ciudades y pueblos de la Costa Jurásica por medio del Jurassic Coast Bus Service, el cual recorre una ruta de 142 km desde Exeter a Poole a través de Sidford, Beer, Seaton, Lyme Regis, Charmouth, Bridport, Abbotsbury, Weymouth, Wool y Wareham.
La ruta A354 conecta a la ciudad con la A35 en Dorchester y termina en Easton, en la Isla de Pórtland. La A353 se extiende desde Weymouth en dirección este hacia el sur de Warmwell, donde se conecta con la A352 que va a la isla de Purbeck y a Wareham. En la década de 1980 el centro de la ciudad estaba circunvalado por la A354 que va a Pórtland, pero la política gubernamental en lo concerniente a la construcción de carreteras cambió antes de que el proyecto pudiera ser completado. La congestionada A354 sigue su curso original a través de Upwey y Broadwey, donde los embotellamientos son comunes en la temporada alta turística, particularmente en los días en los que se llevan a cabo eventos importantes como el carnaval.
La construcción de una ruta que aliviara dichos problemas de tráfico fue demorada por la oposición de grupos ecológicos y de habitantes, entre ellos el Transport 2000 y la Campaign to Protect Rural England, que objetaron ante la parcial destrucción de una reserva natural declarada Área de Destacada Belleza Natural y Sitio de Especial Interés Científico. No obstante, dado que Weymouth y Pórtland estarán a cargo de los eventos de navegación en los Juegos Olímpicos, el proyecto se ha puesto en marcha nuevamente y las autoridades locales favorecieron una propuesta menos nociva para el medio ambiente que la de la década de 1990. El 5 de abril de 2007, el Consejo del Condado de Dorset aprobó una propuesta que consistía en una ruta de un solo carril que se extendía 7 km hacia el norte y un proyecto para la construcción de una zona de estacionamiento con capacidad para mil vehículos; en conjunto, costarían 84,5 millones de libras. Las obras comenzaron en 2008 y se espera que hayan concluido en tres años, a tiempo para los eventos de navegación de los Juegos Olímpicos de 2012. Durante las excavaciones arqueológicas llevadas a cabo previamente a la construcción de la ruta, se produjo el hallazgo de una fosa que contenía los cuerpos descuartizados de 51 vikingos en Ridgeway Hill.

## Educación

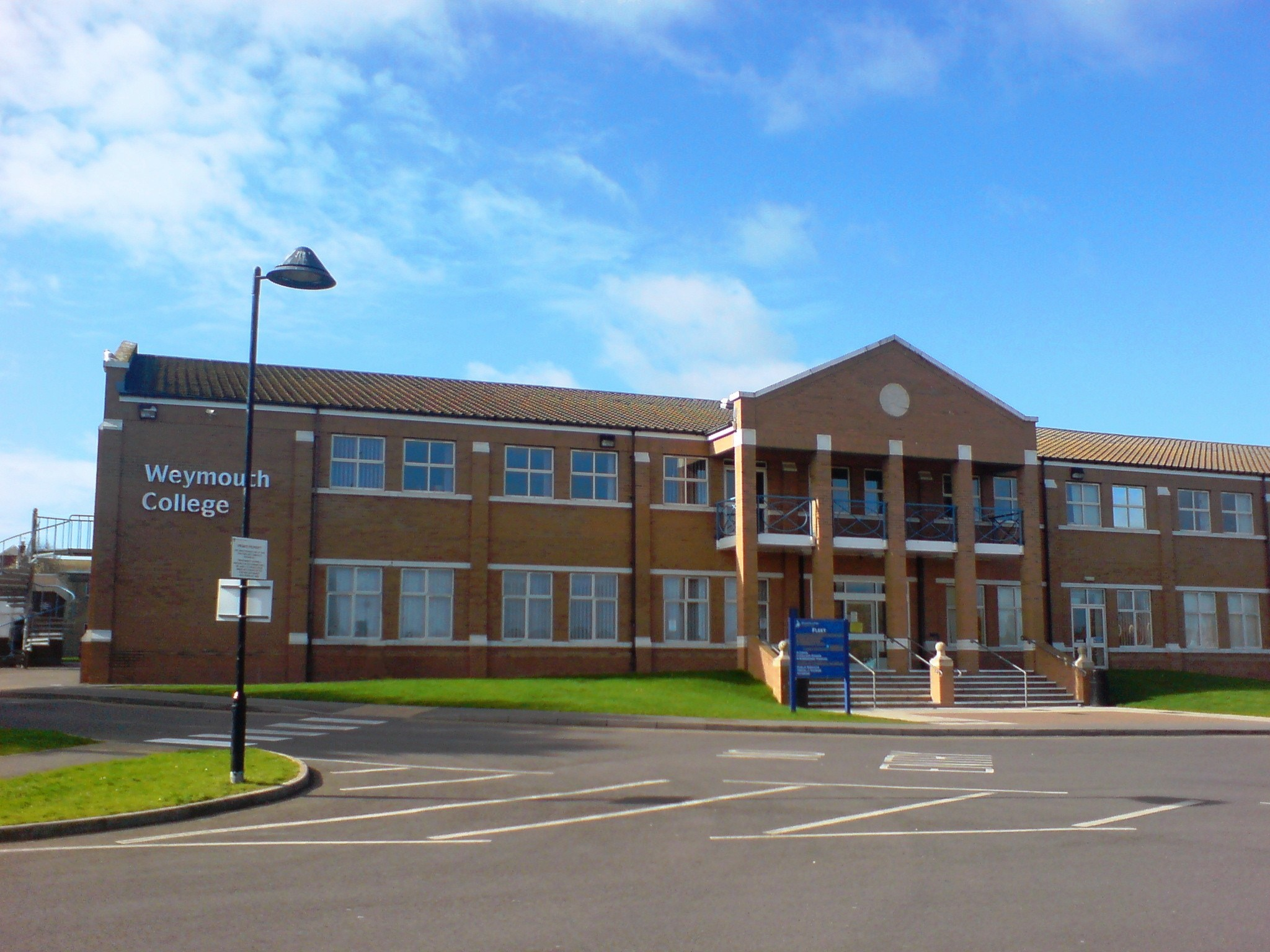
Weymouth College en Melcombe Regis.

La Asociación Educativa de Chesil opera en el sur de Dorset, e incluye cinco escuelas de infantes, cuatro escuelas junior, doce primarias, cuatro secundarias y dos especiales. El 73,3 % de los habitantes de Weymouth tiene títulos académicos, apenas por debajo del promedio general del condado (73,8 %). No obstante, sólo el 8,8 % de los residentes tiene títulos universitarios superiores, menos de la mitad del promedio general de Dorset (18,3 %).
Existen tres escuelas secundarias en Weymouth: la Escuela de Todos los Santos de la Iglesia de Inglaterra, en Wyke Regis, el Colegio Tecnológico Budmouth y la Escuela del Valle del Wey y Colegio de Deportes, en Broadwey. La cuarta escuela secundaria de la Asociación Educativa de Chesil es el Colegio de Artes Royal Manor en la isla de Pórtland. Todos los Santos tiene 921 alumnos, el Colegio Tecnológico 1560 y la Escuela del Valle del Wey 1171. En 2006, el 31 % de los estudiantes de la Escuela del Valle del Wey y el 58 % de los de Todos los Santos y del Colegio Tecnológico obtuvieron al menos cinco calificaciones entre A* y C en el Certificado General de Educación Secundaria.
El Colegio Tecnológico cuenta además con un centro de sixth form en el que estudiaban 296 alumnos en 2006. El Colegio de Weymouth, en Melcombe Regis, es un colegio de educación superior con alrededor de 7500 estudiantes procedentes del suroeste de Inglaterra y del extranjero, de los cuales unos 1500 se preparan para rendir un examen conocido como Advanced Level. En 2006, los alumnos del Colegio Tecnológico obtuvieron un promedio de 647,6 puntos en el Sistema de Puntos UCAS, y los del Colegio de Weymouth, 614,1 puntos. Algunos estudiantes de secundaria y de Advanced Level se trasladan a Dorchester para asistir a la Escuela Thomas Hardye. En 2007, el 79 % de los estudiantes de esa escuela obtuvo al menos cinco calificaciones entre A* y C en el Certificado General de Educación Secundaria, y el 78 % de los resultados del Advanced Level se encontraba entre la A y la C.

## Deporte y recreación

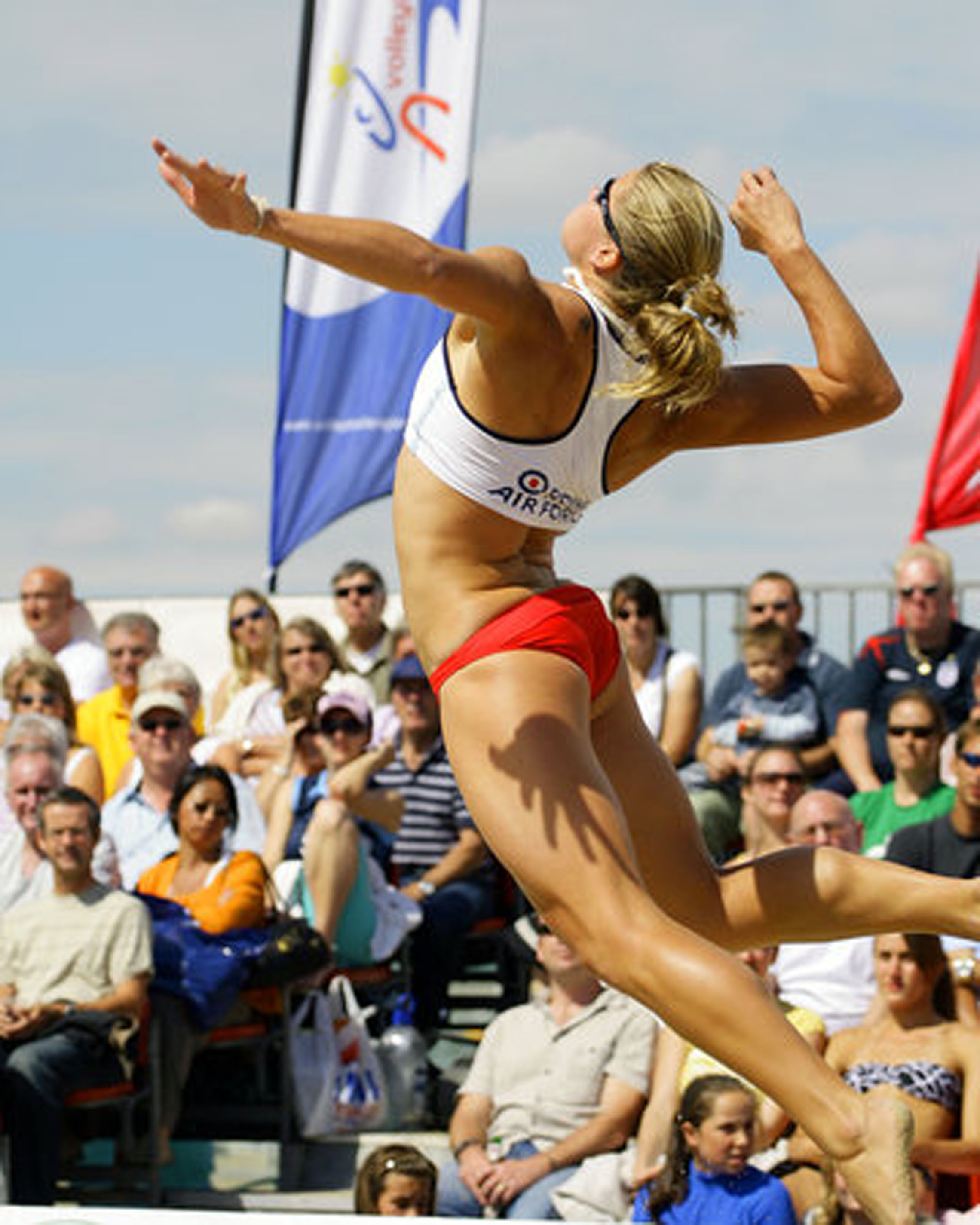
El vóley playa es un juego clásico en la playa de Weymouth.

En la amplia, poco profunda y arenosa playa de Weymouth, los turistas suelen nadar y broncearse durante la temporada alta, llevándose a cabo allí diversos eventos de motocross, vóleibol y balonmano a lo largo del año, que incluyen campeonatos internacionales de ese último deporte y el Clásico de vóley playa de Weymouth. El festival internacional de cometas toma lugar en marzo y atrae hasta 40 mil espectadores de alrededor del mundo a the Esplanade.
El equipo local de fútbol, el Weymouth F. C., popularmente conocido como The Terras, ha permanecido fuera de la Football League pero, junto con otros equipos que no están dentro de la Liga, se convirtió en profesional en 2005. Disfruta un éxito errático dentro de su categoría, habiendo jugado dos veces en la tercera ronda de la Copa de Inglaterra, el campeonato entre clubes de más alto nivel. Al final de la temporada 2005-2006, el equipo se consagró campeón de la Conference South (el sexto nivel del fútbol inglés) y pudo acceder a competir en la Conference National (el quinto nivel) por primera vez desde 1989. La asistencia récord en el Estadio de Wessex fue de seis mil personas en un partido contra el Nottingham Forest F. C. en la temporada 2005-2006 de la Copa de Inglaterra.
En la actualidad, el Estadio de Wessex, ubicado fuera de la ciudad, es el estadio del Weymouth F. C., pero hasta 1987 el equipo jugó en un espacio cerca del centro, en donde ahora se encuentra el supermercado ASDA. Puede decirse que la translación del estadio a espacios ubicados más allá del área urbana hizo las veces de predecesora para una serie de translaciones de la misma índole por parte de otros equipos profesionales; el nuevo estadio del equipo local fue el primero abierto en Inglaterra en 32 años. Las carreras de speedway se llevaron a cabo en el estadio desde 1954 hasta su reconstrucción; el equipo de Weymouth en este deporte, el Weymouth Wildcats, resurgió en 2003 y comenzó a competir en un nuevo circuito adyacente al segundo estadio de The Terras. En 2005, se propuso un proyecto para reconstruir el Estadio de Wessex sobre una pequeña cancha de golf, pero, a pesar de que esta segunda mudanza se planeaba para agosto de 2007, el proyecto fue cancelado antes de que la construcción comenzara.

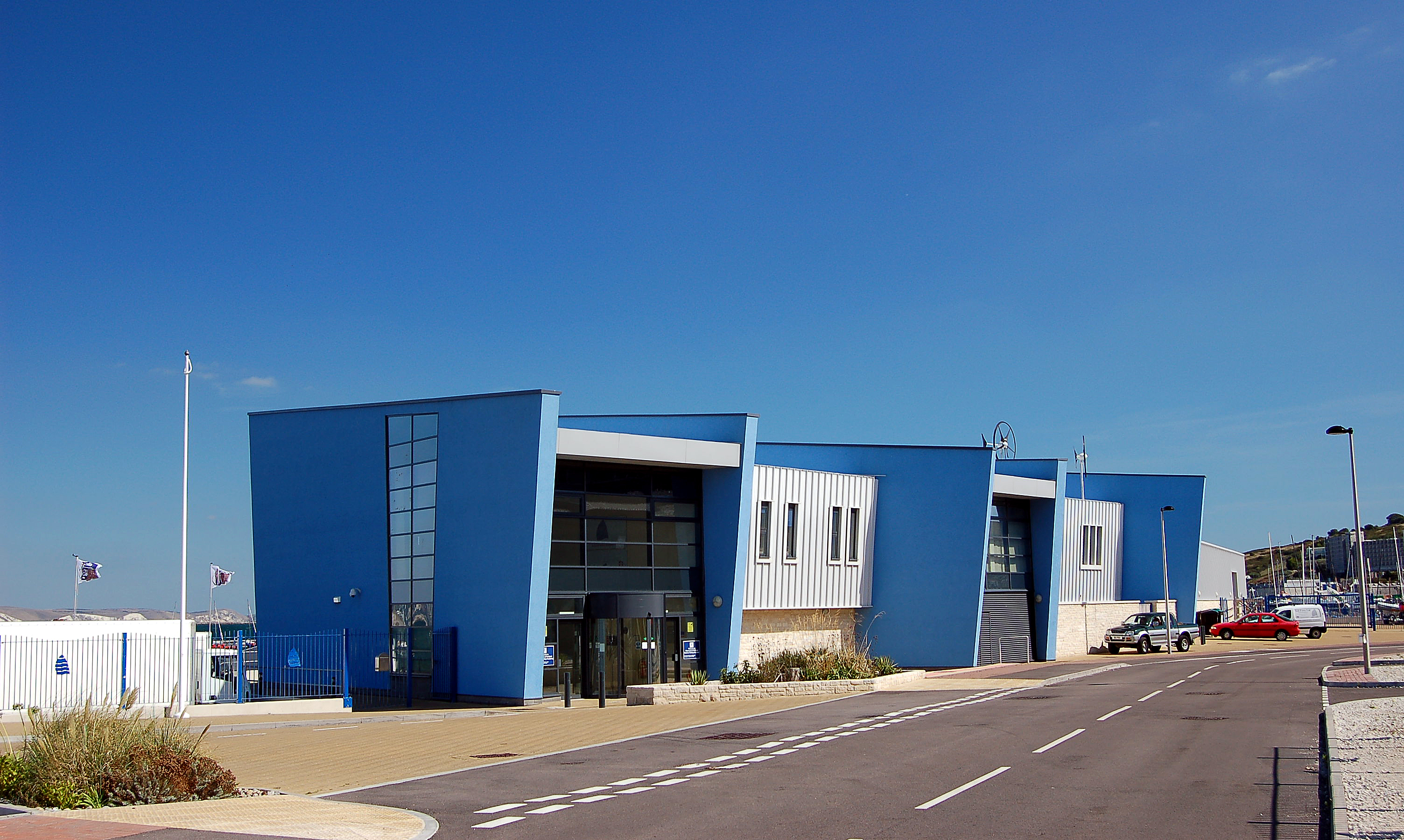
Edificio de la Academia Nacional de Navegación de Weymouth y Pórtland.

Al sur de Weymouth, en el Puerto de Pórtland, se ubica la Academia Nacional de Navegación de Weymouth y Pórtland, que se encargará de los eventos pertinentes a esa disciplina en los Juegos Olímpicos y Paralímpicos de 2012. La razón principal por la que se escogió la Academia para esta tarea es que había sido recientemente edificada, de manera que no sería necesario invertir en la construcción de instalaciones nuevas. Sin embargo, como parte de los planes de la Agencia de Desarrollo Regional del Suroeste de Inglaterra para renovar Osprey Quay, se construirá un puerto deportivo con 600 amarraderos y más servicios relacionados con la navegación serán proveídos en el lugar. La edificación de la infraestructura necesaria está prevista para entre octubre de 2007 y finales de 2008, convirtiendo a Weymouth y Pórtland en el primer lugar en el Reino Unido en completar la construcción de sus instalaciones para los Juegos Olímpicos.
La Real Asociación de Navegación manifestó que las aguas de Weymouth y Pórtland eran las mejores en Europa septentrional. El borough es sede regular de eventos locales, nacionales e internacionales de navegación, como el Campeonato Mundial de J/24 en 2005, pruebas para los Juegos Olímpicos de Atenas 2004, el Campeonato Mundial de la Federación Internacional de Vela en 2006, los campeonatos de la Asociación de Deportes de las Universidades Británicas y los Campeonatos Nacionales para Jóvenes de la Real Asociación de Navegación. En la bahía de Weymouth suelen practicarse también otros deportes: los vientos constantes favorecen la práctica de windsurf y kitesurf. Las aguas resguardadas del Puerto de Pórtland y de aquellas cercanas a Weymouth son regularmente utilizadas para la pesca con caña, buceo en naufragios, snorkelling, piragüismo, jet ski, esquí acuático y natación.

## Ciudades hermanadas
- Holzwickede - Alemania
- Louviers - Francia